# Stocznia Wisła
Koordinaten: 54° 21′ 13,8″ N, 18° 46′ 50,8″ O

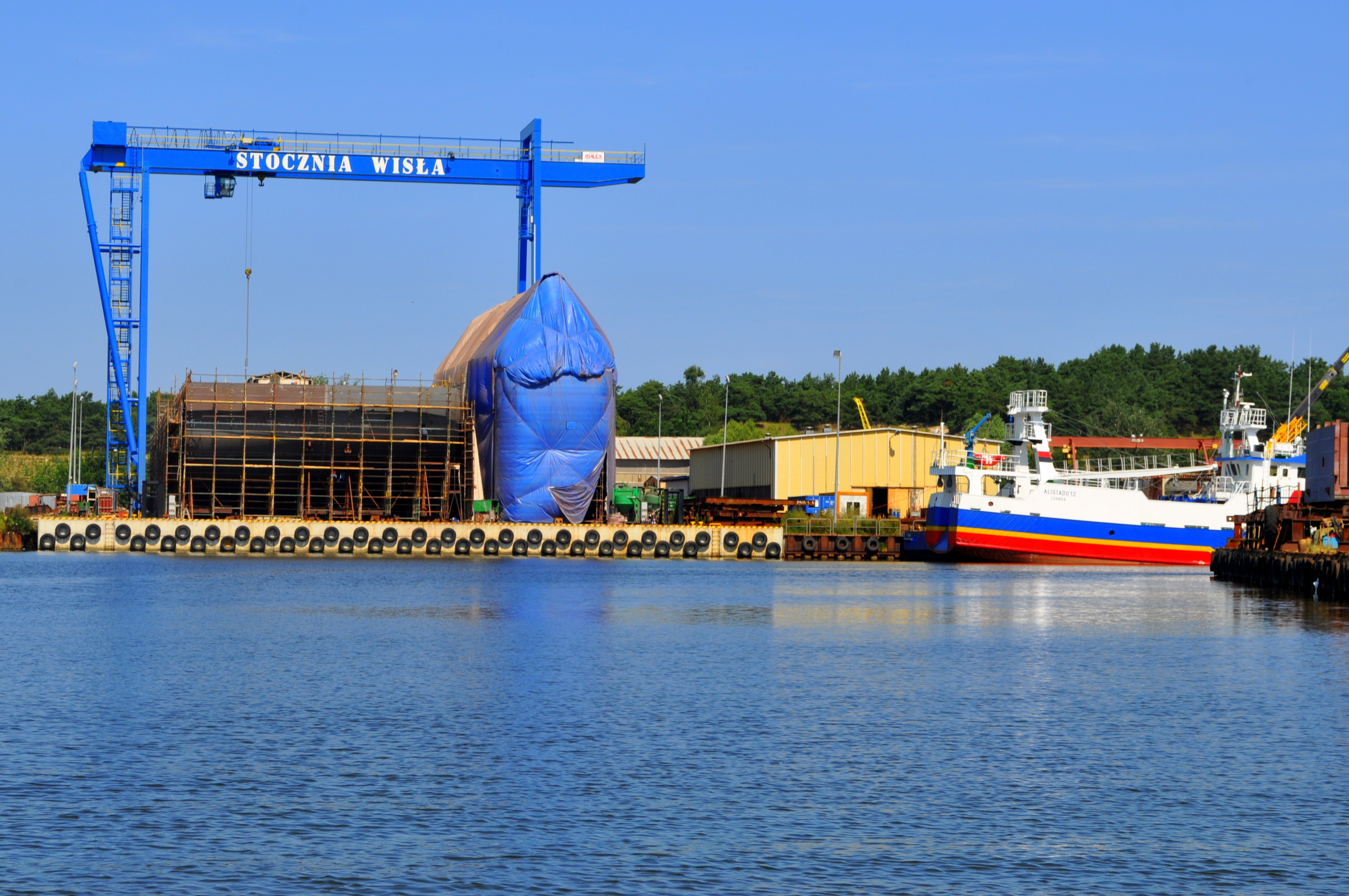
Die Werft Stocznia Wisła in Danzig

Die Stocznia Wisła (deutsch Weichselwerft) ist eine polnische Werft im Danziger Stadtteil Krakowiec-Górki Zachodnie. Sie ist auf den Bau von Schiffen kleiner und mittlerer Tonnage spezialisiert und liefert einzelne Schiffs-Komponenten an westeuropäische Werften.

## Geschichte

### Vorgeschichte
Die Ursprünge der Werft reichen bis 1887 zurück, als die Danziger Maschinenbauinspektion für ihre Fluss-Eisbrecher einen Betriebshof suchte und im Westen Danzigs ein geeignetes Gelände fand. Es liegt am rechten Ufer der Toten Weichsel, in der Nähe der Gabelung mit Wisła Śmiała, etwa eine Seemeile von der Mündung von Wisła Śmiała bis zur Danziger Bucht. Ab 1888 entstand ein Winterhafen für Eisbrecher, Schlepper und andere Schiffe und zugleich Reparaturwerkstätten für Schiffe von bis zu 300 Tonnen. Diese wurde nach dem Ersten Weltkrieg der Freien Stadt Danzig übertragen, die dort 200 festangestellte und 50 saisonale Mitarbeiter beschäftigte. Kurz vor Kriegsende 1945 wurde die Werft zerstört.

### Von der Reparaturwerft zur Neubauwerft

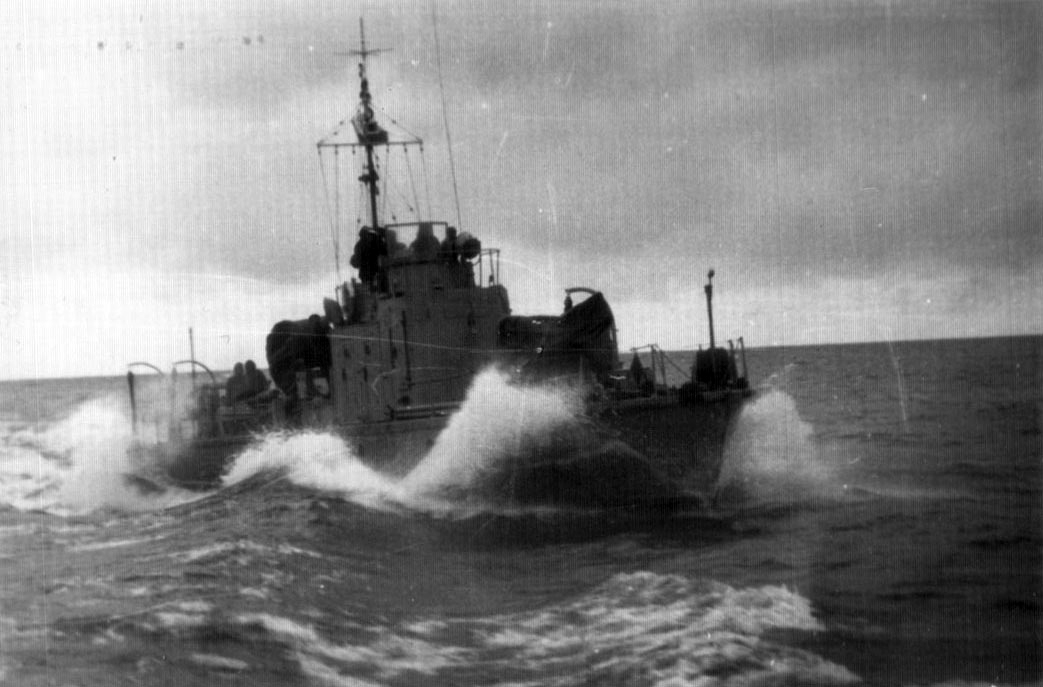
Minenräumboot vom Typ D-151/TR-40

Nach dem Zweiten Weltkrieg begann der Wiederaufbau der Werft ab 14. Juni 1945 als „Werft Nummer 11“ unter Leitung der „Vereinigung der polnischen Werften“. Von 1946 bis 1950 wurde sie als „Państwowe Warsztaty i Stocznia“ (Staatliche Werkstätten und Werft) geführt, 1950 wurde sie verstaatlicht und bekannt als „Stocznia Rzeczna w Pleniewie“ („Flusswerft Pleniewo“), die weiterhin nur Reparaturarbeiten durchführte. 1954 begann sie mit der Produktion der ersten Neubauten. Aufgrund seiner Lage beschränkte sich die Neubaukapazität auf Schiffe bis 300 Tonnen, 40 Meter Länge und 2,35 Meter Tiefgang. Erst ab dem 1. Januar 1967 nahm die Werft den heutigen Namen Stocznia Wisła an.

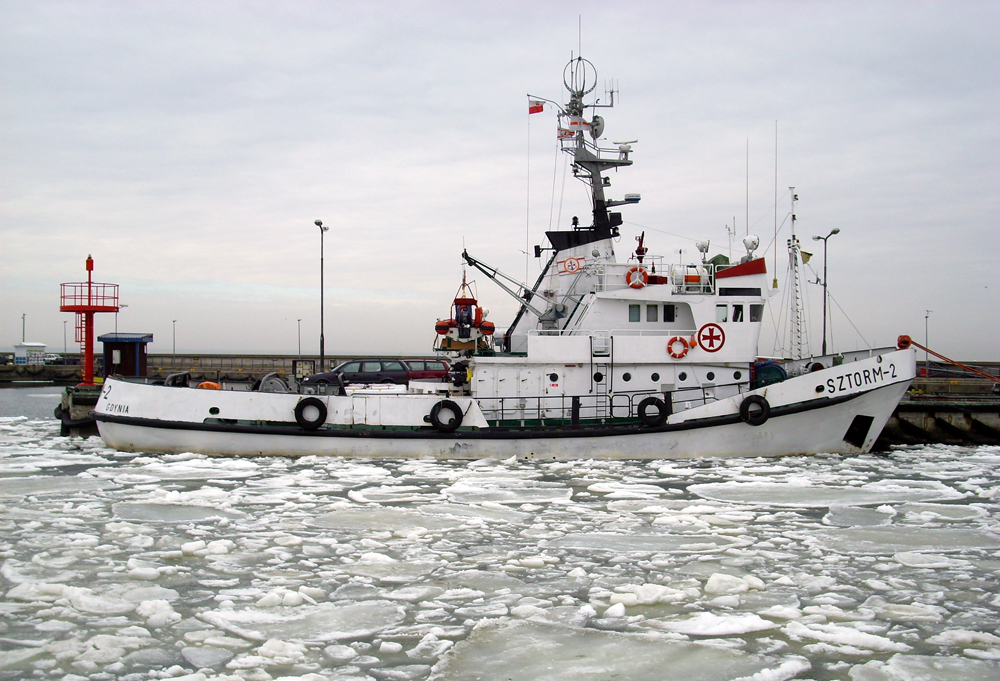
Seenotrettungskreuzer Sztorm II vom Typ R-27

Von 1954 bis 1960 stellte die Werft über 60 Minensuchboote des sowjetischen Typs D-151 – in Polen als Typ TR-41 bezeichnet – her, von denen die meisten in die Sowjetunion exportiert wurden und sieben an die polnische Marine gingen. 1958 folgten Flusspassagierschiffe des Typs SP-150, anschließend von Küstenpassagierschiffen wie Maryla, Grażyna und Jadwiga für die Żegluga Gdanska (Danziger Reederei). Das größte Passagierschiff war die 1967 gebaute Halka des Typs SP-1000. Insgesamt wurden zwischen 1960 und 1970 für polnische und ausländische Kunden 55 Passagierschiffe gebaut. Dazu kamen Trawler für den Export nach Libyen und die Sowjetunion.
Nach 1970 begann die Werft mit dem Bau von Küstenmotorschiffen des Typs B 457, kleinen Produktentankern des Typs ZB-1300 „Muran“, dem einzelnen Tragflächenboot Zryw, Lotsenbooten, Rettungskreuzern der Typen R-12, R-17 und R-27 (die Typennummer steht für die Länge des Bootes) für die Seenotrettung Polens und der DDR und weiterhin Fischereifahrzeuge. Ab den 1980er Jahren stellte die Werft wieder Küstenpassagierschiffe her, erstmals auch Katamarane für die Żegluga Gdanska und den Export in die Sowjetunion. Immer wieder stellte sie Schiffe für die polnische und sowjetische Marine her.

## Privatisierung und Neugründung 1994

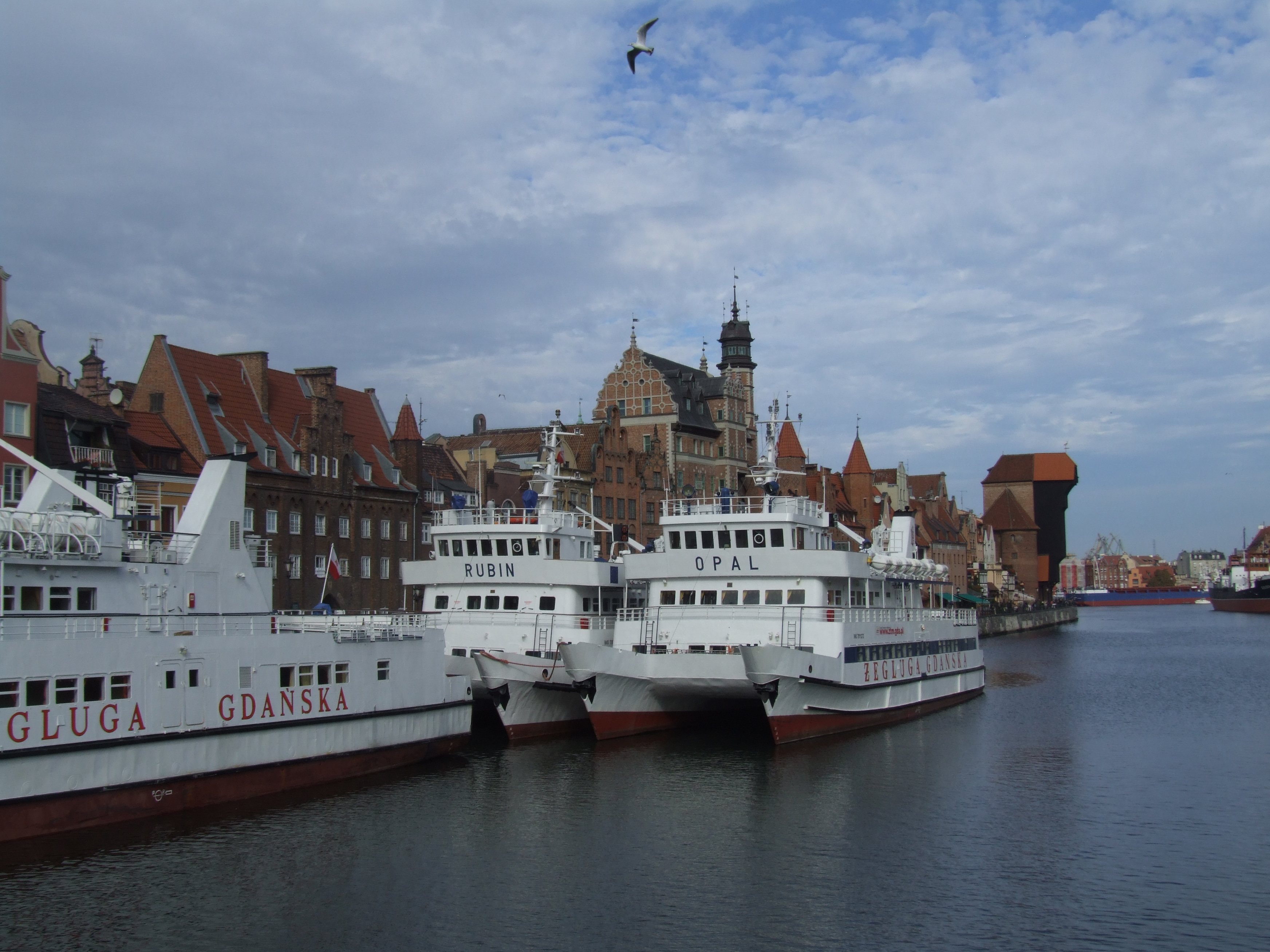
Katamaran-Passagierschiffe vom Typ KP-2: Rubin und Opal 2008 in Danzig

Nach dem demokratischen Umbruch in Osteuropa wurde die Werft 1992 in eine GmbH umgewandelt: Nach der Privatisierung nahm diese in Form einer Arbeitnehmergesellschaft 1994 als „neue“ Wisla-Werft den Betrieb auf, was das Unternehmen als Gründungsdatum betrachtet. Seitdem hat die Werft ihre Anlagen modernisiert, eine Arbeitsfläche für größere Einheiten von bis zu 90 Metern sowie einen Portalkran mit 45 Tonnen Tragfähigkeit gebaut, das Hafenbecken vertieft und ihre Angebotspalette um Zulieferungen für andere Werften erweitert. Das umfasst Rümpfe, Rumpfsektionen, Aufbauten, RoRo-Schiffsrampen und andere Ausrüstungskomponenten, die auf dem werfteigenen Ponton zu den Kunden geschleppt werden.
Daneben produziert sie weiterhin Fischereifahrzeuge, Forschungsschiffe und 1997 erstmals ein Schwimmdock von 3000 Tonnen für die Nigerdock-Werft in Lagos/Nigeria. 2003 lieferte die Werft Rumpfmodule für den französischen Hubschrauberträger Mistral der gleichnamigen Mistral-Klasse an die Werft DVN in Brest. Hauptabnehmer der Zulieferungen sind nach Angaben der Werft insbesondere Sietas-Werft in Hamburg, die Werft Chantiers de l’Atlantique in Frankreich, die Werft Meyer Turku in Finnland, VT Halmatic in Großbritannien, Nordseewerke in Emden und die Meyer Werft in Papenburg. Die Wisla-Werft beschäftigt 200 Mitarbeiter.

## Bauliste (Auswahl)
Die Bauliste enthält eine Auswahl von Schiffsneubauten und Zulieferungen der Werft Stocznia Wisła.
| Bau-Nr.   | Ablieferung | IMO-Nr.      | Schiffsname                     | Schiffstyp                  | Vermessung  | Auftraggeber                                                                                | Anmerkungen |
| --------- | ----------- | ------------ | ------------------------------- | --------------------------- | ----------- | ------------------------------------------------------------------------------------------- | --- |
|           | 1955        |              | TR-41                           | Minenräumboot               | 49 t        | Polnische Marine                                                                            | Beispiel für Minenräumboot vom Typ D-151, in Polen als Typ TR-41 bezeichnet, ab 1954 über 60 Boote in Lizenz v. a. für den Export gebaut.   |
| B457/01   | 1971        | 7110426      | Hajnówka                        | Küstenmotorschiff           | 809 BRT     | Żegluga Polska Morska                                                                       | Kümo-Typ Stocznia Wisła B 457. |
| B457/02   | 1972        | 7212157      | Ruciane                         | Küstenmotorschiff           | 807 BRT     | Żegluga Polska Morska                                                                       | Kümo-Typ Stocznia Wisła B 457. |
| B457/03   | 1973        | 7303451      | Barlinek                        | Küstenmotorschiff           | 807 BRT     | Żegluga Polska Morska                                                                       | Kümo-Typ Stocznia Wisła B 457. |
|           | 1973        |              | KP-141                          | Küstenwachschiff            | 50 t        | Polnische Küstenwache                                                                       | 10 Exemplare des Typs KP-141 (KP-141 bis KP-152) von 1973 bis 1975 für poln. Grenzschutz gebaut. Bis 2013 alle ausgemustert.                |
|           | 1972–75     |              | Typ R-17                        | Rettungskreuzer             | 55,5 BRT    | Polskie Ratownictwo Okrętowe (Polnischer Seenotrettungsdienst) Seenotrettungsdienst der DDR | 8 Seenotrettungskreuzer vom Typ R-17 |
|           | 1975        |              | Cyklon                          | Rettungskreuzer             | 201 BRT     | Polskie Ratownictwo Okrętowe (Polish Ship Salvage)                                          | Rettungskreuzer und Schlepper vom Typ R-27                                                                                                  |
|           | 1975        |              | Huragan                         | Rettungskreuzer             | 201 BRT     | Polskie Ratownictwo Okrętowe (Polish Ship Salvage)                                          | Rettungskreuzer und Schlepper vom Typ R-27                                                                                                  |
|           | 1975        | 7504926      | Sztorm II                       | Rettungskreuzer             | 201 BRT     | Polskie Ratownictwo Okrętowe (Polish Ship Salvage)                                          | Rettungskreuzer und Schlepper vom Typ R-27                                                                                                  |
|           | 1975        | 7435905      | Tajfun                          | Rettungskreuzer             | 201 BRT     | Polskie Ratownictwo Okrętowe (Polish Ship Salvage)                                          | Rettungskreuzer und Schlepper vom Typ R-27                                                                                                  |
|           | 1975        |              | Tornado                         | Rettungskreuzer             | 201 BRT     | Polskie Ratownictwo Okrętowe (Polish Ship Salvage)                                          | Rettungskreuzer und Schlepper vom Typ R-27                                                                                                  |
| ZB1300-01 | 1976        | 7731737      | Muran                           | Produktentanker             | 988 BRT     | Gdanskie-Przedsiebiorstwo Obrotu Produktemi Naftowymi (CPN)                                 | Typ ZB-1300 „Muran“-Klasse. |
| ZB1300-02 | 1977        | 7704057      | Palica                          | Produktentanker             | 988 BRT     | Gdanskie-Przedsiebiorstwo Obrotu Produktemi Naftowymi (CPN)                                 | Typ ZB 1300 „Muran“-Klasse. |
| 1104      | 1977        | ENI 05501430 | CO 1104                         | Spaltklappschute            | 533 BRT     | (unbekannt)                                                                                 | Binnenschiff |
| ZB1300-03 | 1978        | 7720386      | Lubomir                         | Produktentanker             | 988 BRT     | Gdanskie-Przedsiebiorstwo Obrotu Produktemi Naftowymi (CPN)                                 | Typ ZB 1300 „Muran“-Klasse. |
| ZB1300-04 | 1979        | 7826350      | Mahn                            | Produktentanker             | 988 BRT     | Myanma Petrochemical, Myanmar (Burma)                                                       | Typ ZB 1300 „Muran“-Klasse. |
| ZB1300-05 | 1980        | 7922544      | Pyi                             | Produktentanker             | 988 BRT     | Myanma Petrochemical, Myanmar (Burma)                                                       | Typ ZB 1300 „Muran“-Klasse. |
| KP-2/9    | 1988        | 8805949      | Agat                            | Passagierschiff             | 674 BRT     | Żegluga Gdańska                                                                             | Katamaran-Passagierschiff Typ KP-2: ab 1980 Bau von zehn Schiffen für Żegluga Gdańska und den Export in Sowjetunion.                        |
| ZB1300/06 | 1981        | 8026440      | Romanka                         | Produktentanker             | 988 BRT     | Gdanskie-Przedsiebiorstwo Obrotu Produktemi Naftowymi (CPN)                                 | Typ ZB 1300 „Muran“-Klasse. |
| KP-2/3    | 1982        | 7911284      | Sapfir                          | Passagierschiff             | 656 BRT     | Żegluga Gdańska                                                                             | Katamaran-Passagierschiff Typ KP-2; |
|           | 1991        | 8818051      | Kaper I (SG-311)                | Küstenwachschiff            | 470 t       | Polnische Küstenwache                                                                       | Küstenwach- und Fischereischutzboot Typ SKS-40, 2019 in Dienst.                                                                             |
|           | 1994        | 8818063      | Kaper II (SG-312)               | Küstenwachschiff            | 470 t       | Polnische Küstenwache                                                                       | Küstenwach- und Fischereischutzboot Typ SKS-40, 2019 in Dienst.                                                                             |
|           | 2005        | 9319894      | Spirit of Portsmouth            | Fährschiff                  | 377 BRZ     | Gosport Ferry, Portsmouth                                                                   | Zulieferung Rohbau zur Endausrüstung an VT Halmatic für die britische Reederei Gosport Ferry Ltd.; Einsatz zwischen Portsmouth und Gosport. |
|           | 2007        |              | Ponton SW 6118                  | Transport-Ponton            | 1269 BRZ    | Stocznia Wisła                                                                              | für Eigenbedarf zur Auslieferung von Schiffskomponenten an Kunden gebaut.                                                                   |
|           | 2014        |              | Nh 1816                         | Rettungsboot Damen SAR 1906 | 33,6        | Damen Shipyards Gorinchem                                                                   | Zulieferung Kasko an Damen Shipyards für Koninklijke Nederlandse Redding Maatschappij                                                       |
|           | 2014        | 9677076      | Rumpfsektionen Norwegian Escape | Passagierschiff             | 165.157 BRZ | Meyer Werft                                                                                 | Zulieferung Rumpfsektionen Bugstrahlruder und Teil des Bug-Elements an Meyer Werft in Papenburg                                             |
|           | 2018        | 9818412      | Nordhavet                       | Trawler                     | 499 BRZ     | Larsnes Mekaniske Verksted AS                                                               | Zulieferung Kasko an Werft Larsnes Mekaniske Verksted AS in Larsnes/Norwegen                                                                |

## Galerie

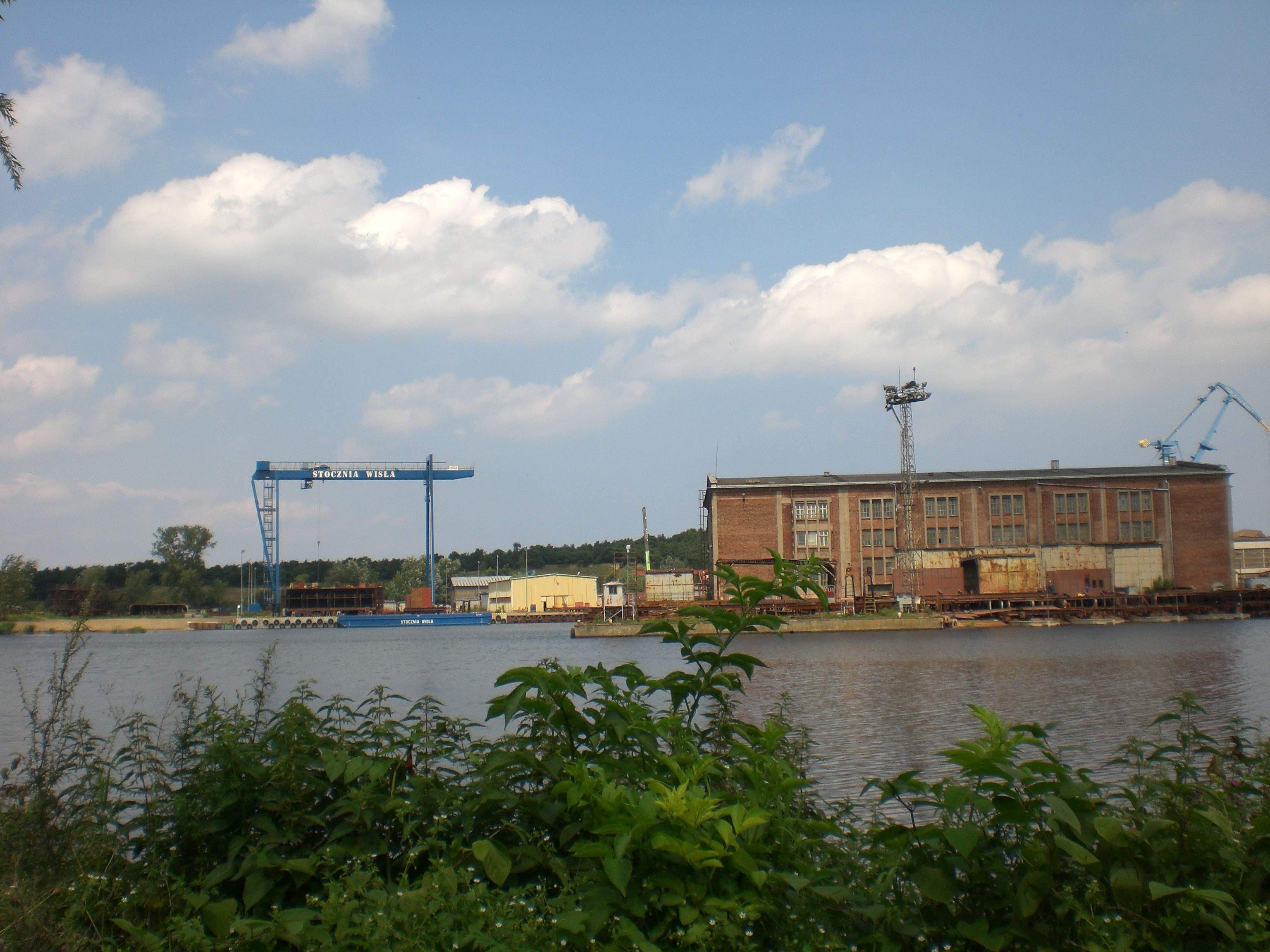
Gelände der Wisła-Werft in Danzig
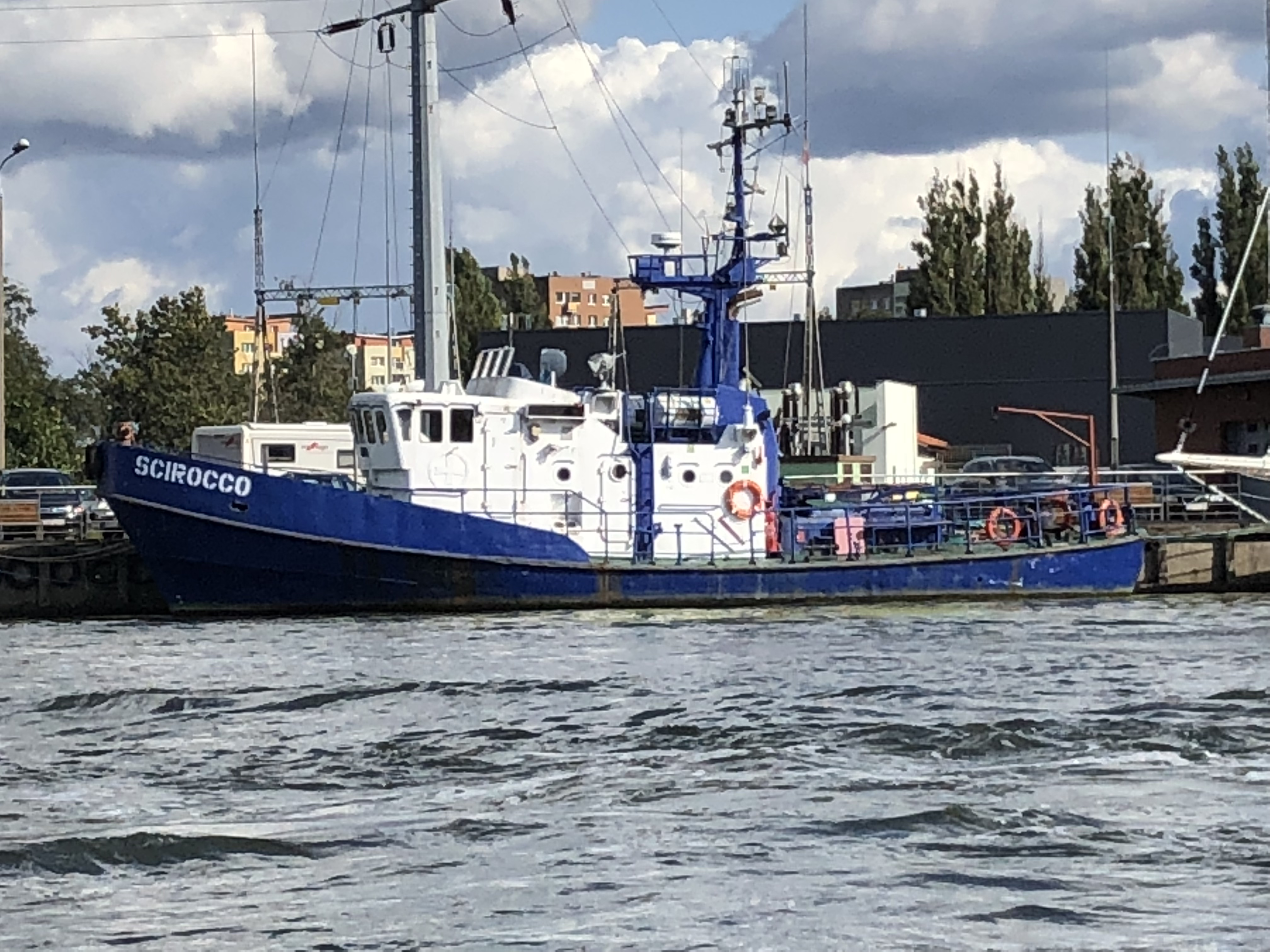
Seenotrettungskreuzer vom Typ R-17
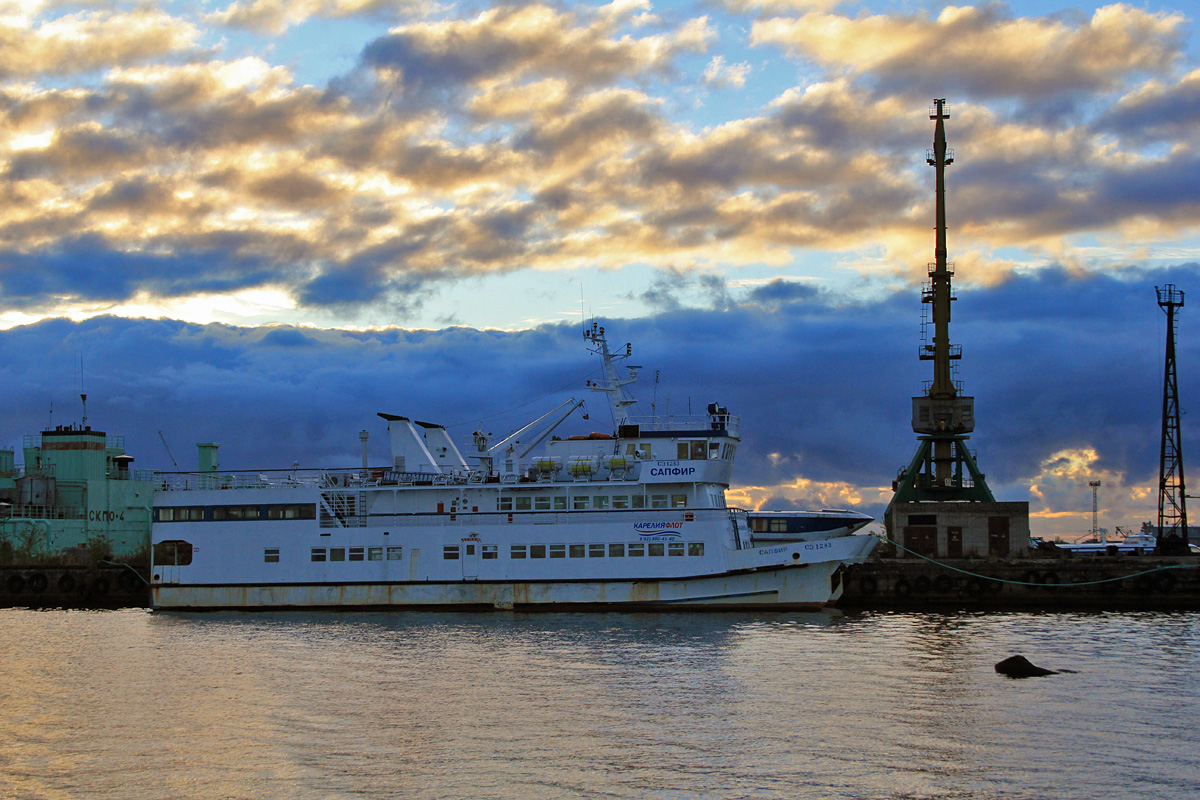
Sapfir 2010 im Ostseehafen Petrosawodsk
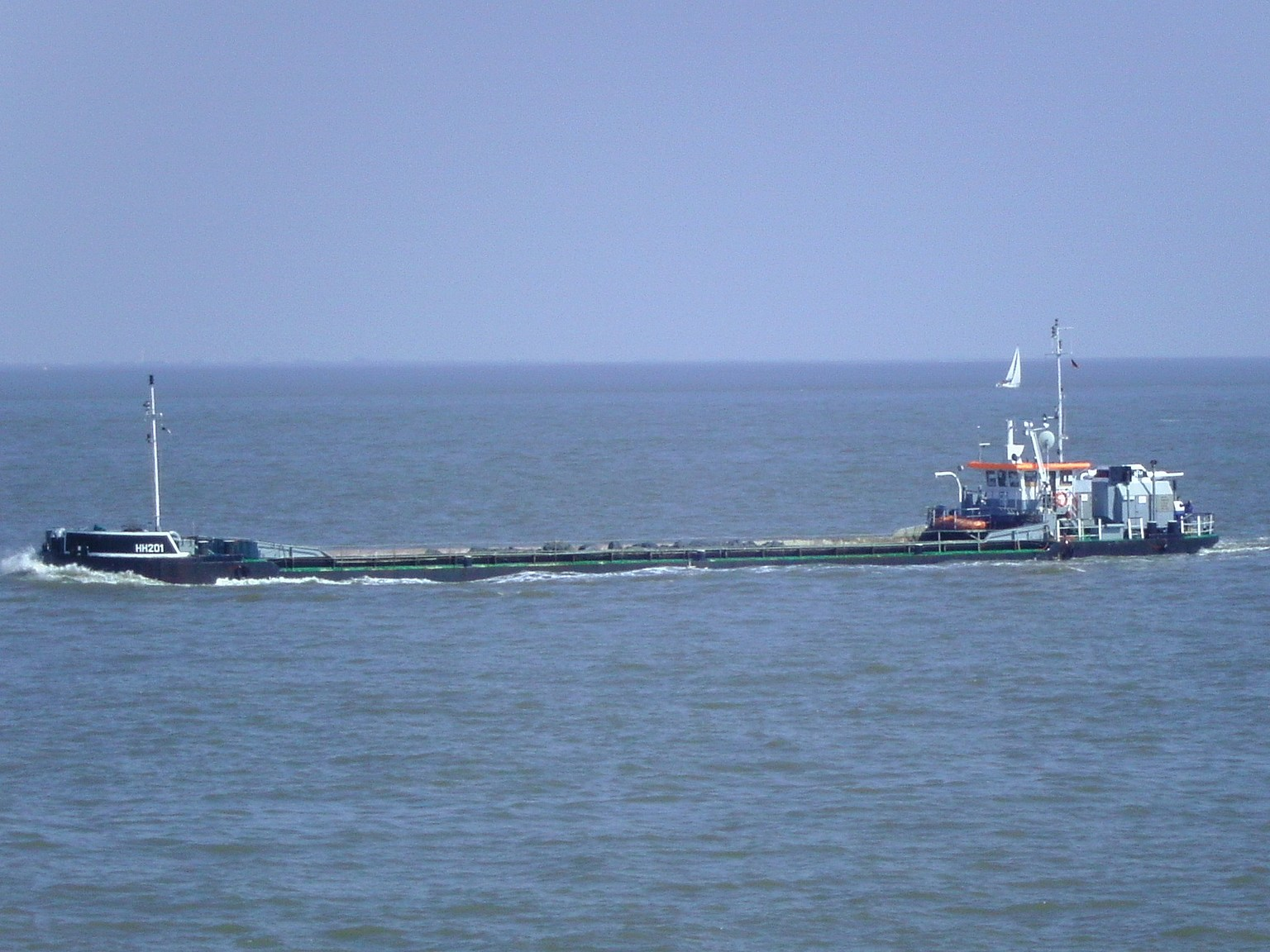
Spaltklappschute HH 201, ex CO 1104
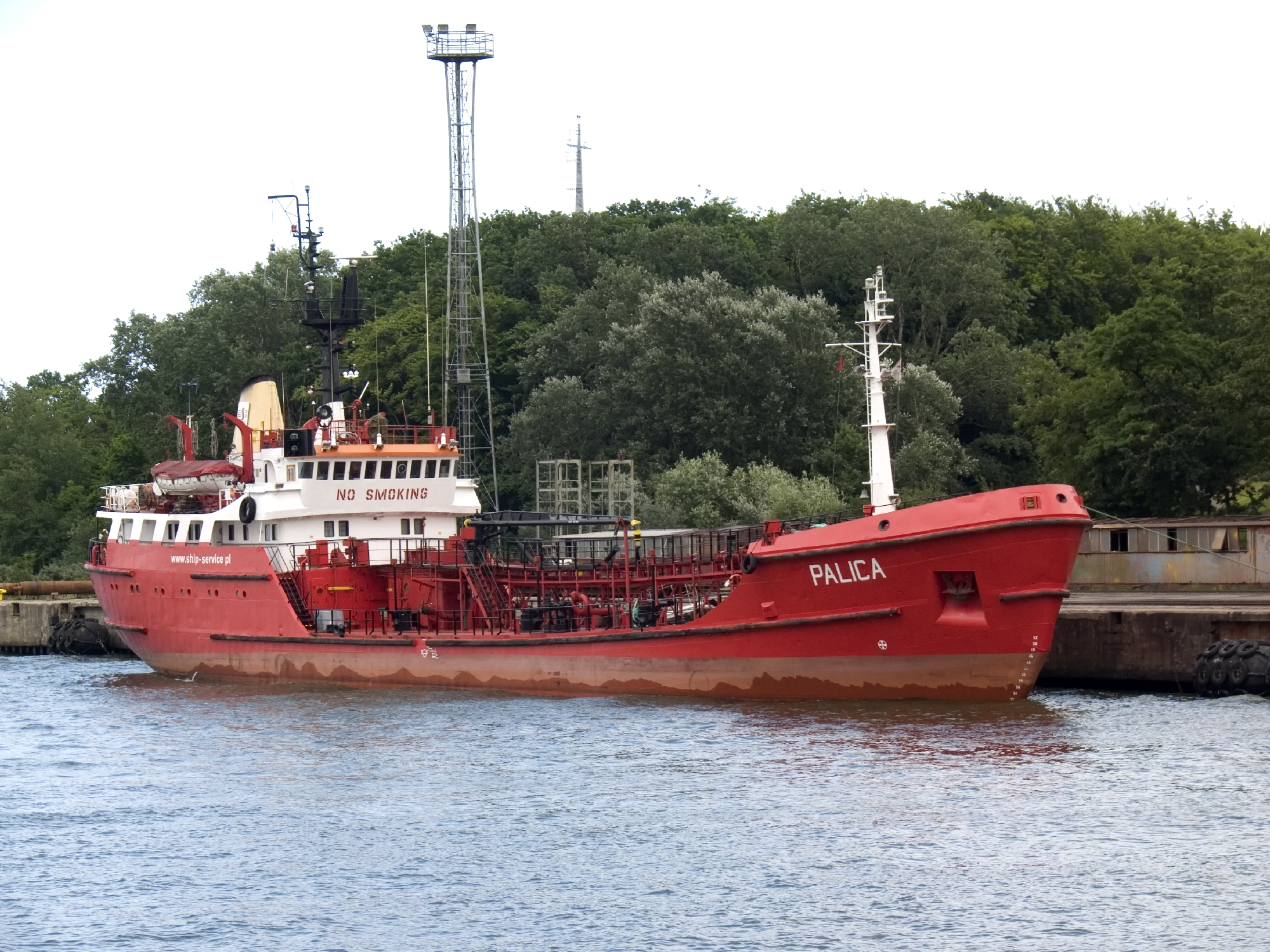
Produktentanker Palica des Typs ZB-1300